# Rete tranviaria di Gera
La rete tranviaria di Gera è la rete tranviaria che serve la città tedesca di Gera. È composta da tre linee.